# NGC 1083
NGC 1083 è una galassia a spirale vista di taglio, situata nella costellazione dell'Eridano, a una distanza di circa 186 milioni di anni luce dalla nostra Via Lattea.

## Scoperta
La galassia è stata scoperta il 29 settembre 1886 dall'astronomo statunitense Lewis Swift.

## Descrizione
NGC 1083 ha una classe di luminosità II. Nella galassia sono presenti anche regioni di idrogeno ionizzato.
La luminosità di NGC 1083 nell'infrarosso lontano (da 40 a 400 µm) è uguale a 5,37 x 1010 {\displaystyle L_{\odot }} (1010,73 {\displaystyle L_{\odot }}), mentre la sua luminosità totale nell'infrarosso (da 8 a 1000 µm) è di 6,92 x 1010 {\displaystyle L_{\odot }} (1010,84 {\displaystyle L_{\odot }}).